# Cabra del Himalaya
La cabra del Himalaya  es un ungulado artiodáctilo de mediano tamaño, taxonómicamente relacionado con las cabras y ovejas. Existen tres especies, todas nativas de Asia, sin embargo no relacionadas estrechamente entre sí al punto de haber sido separadas en distintos géneros; habiendo sido el género común Hemitragus, pero los recientes estudios genéticos las han separado en tres géneros monotípicos separados: Hemitragus ahora está reservado para el Hemitragus emalahicus, o cabra del Himalaya; Nilgiritragus para el Cabra montés del Nilgiri, y Arabitragus para el cabra montés árabe .

## Distribución
Mientras que la cabra árabe de Omán y la cabra montés del Nilgiri del sur de la India tienen áreas de distribución pequeñas y se consideran en peligro de extinción, la distribución de la cabra del Himalaya sigue estando relativamente amplia en los Himalayas, además de haber sido introducido en los Alpes del sur de Nueva Zelanda con fines cinegéticos. Además, existe una población en Montaña de la Mesa en Sudáfrica, descendiente de un par de tahrs que escaparon de un zoológico en 1936, pero la mayoría de estos han sido sacrificados.
En cuanto a la cabra montés de Nilgiri, la investigación indica que su presencia se encuentra en las cadenas montañosas del sur de la India. Con un total de ~1400 individuos en 1998, su mayor población restante parece sobrevivir entre los estados indios de Tamil Nadu y Kerala, donde puede ser vulnerable a los cazadores furtivos y la caza ilegal.

## Comportamiento
Una rutina de alimentación durante la mañana seguida de un largo período de descanso, y luego alimentación por la noche, constituye la rutina diaria de la cabra del Himalaya. Los cabras del Himalaya generalmente no están activos ni se alimentan de noche y se pueden encontrar en el mismo lugar por la mañana y por la noche.